# Амиси, Мобанге
Мобанге Амиси (фр. Mobange Amisi; род. 9 ноября 1964) — конголезский шоссейный велогонщик. Участник летних Олимпийских игр 1988 и 1992 года.

## Карьера
В 1988 году был включён в состав сборной Заира на летних Олимпийских играх в Сеуле. На них выступил в двух гонках. Сначала в командной гонке с раздельным стартом на 100 км. По её результатам сборная Заира (в которую также входили Паси Мпенза, Кимпале Мосенго и Нджибу Нголоминги) заняла 28 место, уступив занявшей первое место сборной ГДР 24 минуты. А затем в групповой шоссейной гонке протяжённостью 196,2 км, по её результатам занял 97 место, уступив занявшему первое место Олафу Людвигу (ГДР) 4 минуты 43 секунд.
В 1992 году был включён в состав сборной Заира на летних Олимпийских играх в Барселоне. На них выступил в групповой шоссейной гонке протяжённостью 194 км, но не смог финишировать как и ещё 69 гонщиков.